# Bombus bellardii
Bombus bellardii (saknar svenskt namn) är en insekt i överfamiljen bin (Apoidea) och släktet humlor (Bombus) som lever i Myanmar och södra till centrala Kina.

## Beskrivning
Bombus bellardii är en förhållandevis liten humla med mörkbruna vingar. Drottningen blir mellan 14 och 16 mm lång, hanen omkring 15 mm. Huvudet är övervägande svart, mellankroppens ovansida är gul, möjligtvis med en del svarta hår samlade i en central fläck. Mellankroppens sidor och de två främsta tergiterna är svarta; dock förekommer det att hanarna har den första tergiten gul. Resten av bakkroppen är även den gul.

## Ekologi
Arten är en snylthumla som saknar arbetare. Den befruktade honan bildar inget eget samhälle, utan tränger in i en annan humlearts bo, dödar drottningen och tvingar arbetarna att föda upp sin egen avkomma. 
Humlan lever på förhållandevis låg höjd (180 till 1 600 m) i bergsområden. Den är nära släkt med den huvudsakligen europeiska arten åkersnylthumla.
Värdväxterna utgörs främst av korgblommiga växter som åkertistel och solros.

## Utbredning
Bombus bellardii utbredningsområde sträcker sig från Myanmar till norra och centrala Kina (Inre Mongoliet samt provinserna Yunnan, Liaoning, Shanxi, Shaanxi, Sichuan, Guangxi, Hubei, Anhui, Jiangxi, Fujian och Zhejiang).